# Estigarde
Estigarde ist eine französische Gemeinde mit 96 Einwohnern (Stand 1. Januar 2022) im Département Landes in der Region Nouvelle-Aquitaine (vor 2016: Aquitanien). Sie gehört zum Arrondissement Mont-de-Marsan und zum Kanton Haute Lande Armagnac.
Der Name lautet in der gascognischen Sprache ebenfalls Estigarde. Verschiedenen Quellen nach bedeutet er „Erhöhter Wachposten“.
Die Einwohner werden Estigardais und Estigardaises genannt.

## Geographie
Estigarde liegt ca. 35 Kilometer nordöstlich von Mont-de-Marsan in der historischen Provinz Armagnac der historischen Provinz Gascogne am östlichen Rand des Départements.
Umgeben wird Estigarde von den Nachbargemeinden:
|                 | Losse                                       |       |
| Vielle-Soubiran | Kompassrose, die auf Nachbargemeinden zeigt | Herré |
| Saint-Justin    | Saint-Julien-d’Armagnac Créon-d’Armagnac    |       |

Estigarde liegt im Einzugsgebiet des Flusses Adour.
Zuflüsse des Estampon durchqueren das Gebiet der Gemeinde:
- der Ruisseau Rioulet,
- der Ruisseau de Goutaille und
- der Launet mit seinem Nebenfluss,
  - dem Ruisseau de Sourroulh.[4]

## Geschichte
Der Orden der Klarissen in Mont-de-Marsan besaß im Mittelalter ein umfangreiches Lehen in Estigarde. Die Gemeinde lag auf einem der Pilgerwege nach Santiago de Compostela. Das Mittelalter und die beginnende Neuzeit standen im Zeichen der Auseinandersetzungen zwischen englischen und französischen Truppen im Hundertjährigen Krieg, in der Folge der Hugenottenkriegen. Der Landstrich Gabardan, in dem die Gemeinde liegt, befand sich zwischen französischen Besitzungen und denen des englischen Hauses Plantagenet. Anschließend erschütterten Kämpfe zwischen protestantischen und katholischen Truppen die Region. Im 19. Jahrhundert begann die Kultivierung von Kiefern und die Gewinnung von Baumharz, die bis zum Zweiten Weltkrieg zu Haupteinnahmequellen der Gemeinde wurde. Die großen Waldbrände von 1945 und 1949 führten die Bewohner hin zum Ackerbau, und die Baumharzgewinnung wurde nach und nach aufgegeben. Durch die Entwässerung der Sümpfe konnte in den 1950er Jahren die Kultivierungsfläche vor allem für den Maisanbau verdoppelt werden.

### Einwohnerentwicklung
Nach Beginn der Aufzeichnungen stieg die Einwohnerzahl bis zur Mitte des 19. Jahrhunderts auf Höchststände von rund 325. In der Folgezeit sank die Größe der Gemeinde bei kurzen Erholungsphasen bis zur Jahrtausendwende auf rund 75 Einwohner, bevor eine moderate Wachstumsphase einsetzte.
| Jahr      | 1962 | 1968 | 1975 | 1982 | 1990 | 1999 | 2006 | 2010 | 2022 |
| --------- | ---- | ---- | ---- | ---- | ---- | ---- | ---- | ---- | ---- |
| Einwohner | 110  | 98   | 97   | 93   | 93   | 74   | 73   | 84   | 96   |

## Sehenswürdigkeiten

### PfarrkircheSaint-Laurent
Die frühere, im Mittelalter erbaute Kirche unterstand dem Orden der Klarissen. Sie wurde im Jahre 1569 von protestantischen Truppen unter der Führung des Hauptmanns Thoiras geplündert und in Brand gesteckt. Das heutige Gotteshaus wurde in den Jahren 1892 und 1893 im neugotischen Stil und mit einem Grundriss eines lateinischen Kreuzes neu gebaut. Das einschiffige Langhaus mit einer Länge von einem Joch wird westlich von einem weiteren Joch der Vorhalle unterhalb des Glockenturms verlängert. Diese wird von einer Taufkapelle im Norden und einer Treppe zur Empore im Süden flankiert. Zwei Seitenkapellen öffnen sich zur Vierung. Der rechteckige Chor wird von zwei Sakristeien eingerahmt. Das Langhaus und die Kapellen sind mit falschem Kreuzgratgewölbe gedeckt, der Chor mit falschem Kreuzrippengewölbe. Der Langbau ist mit Ziegeln gedeckt, der hexagonale Helm des Glockenturms mit Schiefer.
Die heutige Kirche hat von der Ausstattung der früheren Kirche nur wenige Elemente erhalten, wie ein Weihrauchfass aus der ersten Hälfte des 17. Jahrhunderts, ein Taufbecken vermutlich aus dem 17. Jahrhundert, ein Weihwasserbecken aus dem 18. Jahrhundert und ein Vortragekreuz aus dem 17. oder 18. Jahrhundert. Alle Gegenstände datieren nach 1569, dem Zeitpunkt der Plünderung durch protestantische Truppen in den Hugenottenkriegen.
Acht Glasfenster sind Werke des Glasmalers Gustave Pierre Dagrant aus Bordeaux, die 1893 beim Bau der heutigen Kirche entstanden sind. Sie zeigen neben geometrischen Darstellungen folgende biblische Personen, Motive und Symbole:
- das Motiv des Herzen Jesu,
- den Schutzpatron der Kirche, den heiligen Laurentius mit seinen Attributen, dem Gitter und einer Märtyrerpalme,
- den heiligen Vinzenz von Paul,
- das Monogramm M.A.,
- das Nomen sacrum IHS und
- Maria mit Jesuskind.[9]

Besondere Aufmerksamkeit verdient der neugotische Altar aus dem späten 19. Jahrhundert mit fünf Statuetten, die den guten Hirten und die vier Evangelisten darstellen, die an ihren Evangelistensymbolen zu erkennen sind.

### Rathaus und Schule
Das Gebäude, in dem ursprünglich neben den Büros des Bürgermeisters auch die Schulräume untergebracht waren, wurde 1919 errichtet. Mit seinen weißen Wänden, der Einfassung der Fenster mit roten Ziegelsteinen und der Verzierung des Dachfirstes aus Schmiedeeisen ist das Gebäude ein typisches Beispiel für den Baustil in der Dritten Französischen Republik. Der Name der Gemeinde ist in roter Schrift über dem Eingang zu sehen. Heute ist das Gebäude immer noch im guten Zustand und birgt immer noch die Büros des Bürgermeisters.

## Wirtschaft und Infrastruktur
Die landwirtschaftlichen Betriebe rund um den Anbau von Mais und Spargel und die Geflügelzucht von Enten und Gänsen sind die wichtigsten Wirtschaftsfaktoren der Gemeinde.

### Verkehr
Estigarde ist erreichbar über die Routes départementales 51, 323 und 933N, der ehemaligen Route nationale 133.